# ダーヴィド・ジュラ
ダーヴィド・ジュラ（ハンガリー語: Dávid Gyula、1913年5月6日 - 1977年3月14日）は、ハンガリーの作曲家。

## 経歴
1913年、ハンガリー・ブダペストで生まれた。リスト音楽院でコダーイ・ゾルターンに作曲を学んだ。
1940年から1943年までブダペスト市立オーケストラのヴィオラ奏者を務め、1945年から1949年まで国立劇場の指揮者を務めた。作風は民謡を用いた第1期と十二音技法を用いた第2期に分けられる。第1期の代表曲は1950年のヴィオラ協奏曲である。その他の作品には4つの交響曲、シンフォニエッタ、ヴァイオリン協奏曲、ホルン協奏曲、室内楽曲、合唱曲などがある。

## 文献
- Grove Music Article on Dávid, Gyula